# Vijay Rupani

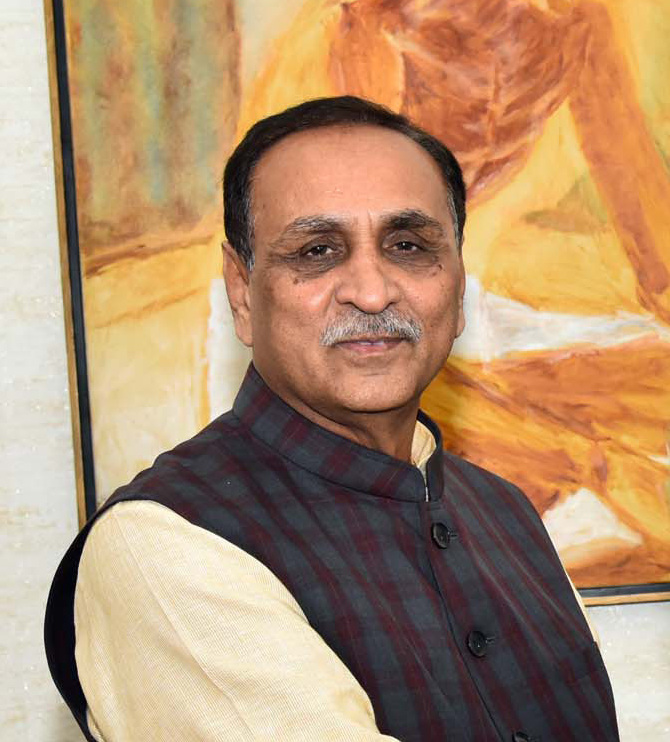
Vijay Rupani, 2018

Vijay Ramniklal Rupani (Gujarati વિજય રૂપાણી; * 2. August 1956 in Rangun, Burma, heute Myanmar; † 12. Juni 2025 in Ahmedabad) war ein indischer Politiker. Er war vom 7. August 2016 bis 11. September 2021 Chief Minister des indischen Bundesstaats Gujarat.

## Biografie
Vijay Rupani wurde im damaligen Burma geboren, wo sein Vater Ramniklal Rupani als Getreidehändler tätig war. Seine Familie gehört zur Jain-Gemeinschaft und zur Händler-Kaste der Bania. Wenige Monate nach seiner Geburt zog die Familie aufgrund der politischen Instabilität in Burma nach Indien und Vijay Rupani wuchs danach in Rajkot (Gujarat) auf. Schon zu Schulzeiten wurde er in der hinduistischen Kaderorganisation Rashtriya Swayamsevak Sangh (RSS) und dessen Jugendorganisation Akhil Bharatiya Vidyarthi Parishad (ABVP) aktiv. Vijay Rupani studierte nach dem Schulabschluss am Dharmendrasinhji Arts College und erwarb als Abschluss den Grad eines B.A. und nach einigen Medienberichten auch einen Abschluss in Rechtswissenschaften (LLB) an der Saurashtra University in Rajkot.
Politisch betätigte er sich in der hindu-nationalistischen Bharatiya Jana Sangh („Jan Sangh“), der Vorläuferpartei der heutigen Bharatiya Janata Party (BJP) und wurde während der Zeit des durch Premierministerin Indira Gandhi verhängten Ausnahmezustandes in Indien 1975–1977 als Oppositioneller längere Zeit inhaftiert.
Nach der Gründung der BJP im Jahr 1980 schloss er sich dieser Partei an und wurde erstmals 1987 in ein Amt gewählt, und zwar das eines Stadtrats in Rajkot. Von 1996 bis 1997 war Rupani Bürgermeister der Stadt. Zwischen 2006 und 2012 war er Abgeordneter in der Rajya Sabha, dem „Staatenhaus“ des indischen Parlaments und in dieser Funktion in verschiedenen Parlamentsausschüssen tätig. In dieser Zeit war er auch in der Parteiorganisation der BJP in der Region Saurashtra-Kachchh aktiv.
Nachdem der gujaratische BJP-Abgeordnete Vajubhai Vala zum Gouverneur des Bundesstaates Karnataka ernannt worden war, gewann Rupani in einer Nachwahl am 19. Oktober 2014 den vakant gewordenen Wahlkreis 69-Rajkot West mit großer Stimmenmehrheit gegen den konkurrierenden Kongresspartei-Kandidaten und zog danach in das Parlament des Bundesstaats ein. Es handelte sich dabei um denselben Wahlkreis, den der amtierende Premierminister Narendra Modi 2002 vor seiner Wahl zum Chief Minister von Gujarat gewonnen hatte. In der Regierung der seit Mai 2014 amtierenden Chief Ministerin Anandiben Patel war Rupani nach seiner Wahl ins Parlament als Minister für Transport tätig.
Anfang August 2016 reichte die amtierende Chief Ministerin Anandiben Patel (BJP) ihr Rücktrittsgesuch ein. Offiziell begründete sie dies mit ihrem Alter von annähernd 75 Jahren. Danach kam es zu Diskussionen und Spekulationen um ihre Nachfolge. Zu ihrem Nachfolger wurde durch die BJP-Parteigremien nicht ihr Protegé Nitin Patel, der bisherige Minister für Wasserressourcen und Stadtentwicklung in Gujarat, ausgewählt, sondern der erst 2014 zum ersten Mal ins Parlament gewählte Vijay Rupani. Nitin Patel erhielt den Posten des stellvertretenden Chief Ministers.
Am 11. September 2021 trat Rupani für die Öffentlichkeit unerwartet und überraschend von seinem Amt als Chief Minister zurück. Nähere Gründe wurden nicht genannt. Politische Beobachter spekulierten, dass er durch die BJP-Parteizentrale in Delhi zum Rücktritt gedrängt worden war, weil die BJP-Parteioberen fürchteten, dass die im Jahr 2022 anstehende Wahl zum Parlament von Gujarat mit Rupani als Spitzenkandidaten nicht zu gewinnen sei. Rupanis Amtsnachfolger wurde zwei Tage später Bhupendra Patel.
Vijay Rupani galt als enger Vertrauter des Premierministers Narendra Modi und des BJP-Parteipräsidenten Amit Shah, die beide ebenfalls Gujaratis sind.
Er kam am 12. Juni 2025 im Alter von 68 Jahren beim Absturz von Air-India-Flug 171 ums Leben.